# Chromis viridis
Chromis viridis är en fiskart som först beskrevs av Cuvier, 1830.  Chromis viridis ingår i släktet Chromis och familjen Pomacentridae. Inga underarter finns listade i Catalogue of Life.